# Christopher C. Miller
Christopher Charles Miller (Platteville, Wisconsin, 15 de octubre de 1965) es un coronel estadounidense de las Fuerzas Especiales del Ejército de los Estados Unidos. Fue director del Centro Nacional de Contraterrorismo, un puesto para el que fue confirmado por el Senado el 6 de agosto de 2020 y que ejerció del 10 de agosto al 9 de noviembre de 2020. Fue nombrado Secretario de Defensa de manera interina por el presidente Donald Trump el 9 de noviembre de 2020, tras el triunfo de Joe Biden en las elecciones generales del 3 de noviembre de 2020. Sustituyó en la Secretaria de Defensa a Mark Esper. Miller ejerció este cargo del 9 de noviembre de 2020 al 20 de enero de 2021.

## Biografía
Miller nació en Platteville (Wisconsin), aunque se crio en Iowa City, en el estado de Iowa. Obtuvo una licenciatura (B.A) en historia por la Universidad George Washington y un máster en Seguridad nacional en la Escuela Naval de Guerra (Naval War College).

## Carrera
Miller, ex Boina Verde, sirvió en elEjército de los Estados Unidos durante más de 30 años, entre 1983 y 2014. Antes de desempeñarse como secretario interino, Miller se desempeñó como director del Centro Nacional de Contraterrorismo y exasesor en los Consejo de Seguridad Nacional de los Estados Unidos.

## Vida personal
Miller está casado con Kathryn Elizabeth Maag, gerente de una oficina de salud y medio ambiente. La pareja tiene tres hijos.